# Canton de Marguerittes
Le canton de Marguerittes est une division administrative du département du Gard, dans l’arrondissement de Nîmes.

## Histoire
Le canton de Marguerittes a été créé en 1801.
Un nouveau découpage territorial du Gard entre en vigueur à l'occasion des élections départementales de mars 2015, défini par le décret du 24 février 2014, en application des lois du 17 mai 2013 (loi organique 2013-402 et loi 2013-403). Les conseillers départementaux sont, à compter de ces élections, élus au scrutin majoritaire binominal mixte. Les électeurs de chaque canton élisent au Conseil départemental, nouvelle appellation du Conseil général, deux membres de sexe différent, qui se présentent en binôme de candidats. Les conseillers départementaux sont élus pour 6 ans au scrutin binominal majoritaire à deux tours, l'accès au second tour nécessitant 12,5 % des inscrits au 1er tour. En outre la totalité des conseillers départementaux est renouvelée. Ce nouveau mode de scrutin nécessite un redécoupage des cantons dont le nombre est divisé par deux avec arrondi à l'unité impaire supérieure si ce nombre n'est pas entier impair, assorti de conditions de seuils minimaux. Dans le Gard, le nombre de cantons passe ainsi de 46 à 23.
Le nouveau canton de Marguerittes est formé de communes des anciens cantons de La Vistrenque (4 communes) et de Marguerittes (3 communes). Le canton est entièrement inclus dans l'arrondissement de Nîmes. Le bureau centralisateur est situé à Marguerittes.

## Représentation

### Juges de paix
| Période | Période | Identité         | Fonction précédente                              | Observation                  |
| ------- | ------- | ---------------- | ------------------------------------------------ | ---------------------------- |
| 1805    | 1830    | Paul Moustardier |                                                  | Propriétaire à Saint-Gervasy |
| 1830    | 1854    | Jean Moustardier |                                                  | Propriétaire à Saint-Gervasy |
| 1854    | 1860    | Chapelle         |                                                  | -                            |
| 1860    | 1868    | Rédier           |                                                  | -                            |
| 1868    | 1871    | Prosper Riou     | Juge de paix du canton de Sault                  | -                            |
| 1871    | 1880    | Londès           |                                                  | -                            |
| 1880    | 1881    | Bret             |                                                  | -                            |
| 1881    | 1882    | Portal           | Juge de paix du canton de Saint-Sernin-sur-Rance | -                            |
| 1882    | 1890    | Émile Barthélemy |                                                  | -                            |
| 1890    | 1896    | Largier          | Juge de paix du canton de Saint-Didier-la-Séauve | -                            |
| 1896    | 1909    | Émile Roux       |                                                  | -                            |
| 1909    | 1919    | Joseph Bourrilly | Juge de paix du canton de Naucelle               | -                            |

### Conseillers d'arrondissement
| Période                                  | Période | Identité               | Étiquette          | Qualité                                                          |
| ---------------------------------------- | ------- | ---------------------- | ------------------ | ---------------------------------------------------------------- |
| 1833                                     | 1845    | Henry Dupin            |                    | Juge à Nîmes                                                     |
| 1845                                     | 1848    | Joseph Genovier        |                    | Juge de paix du canton de Beaucaire                              |
| 1848                                     | 1867    | Henry Dupin            |                    | Ancien juge à Nîmes                                              |
| 1867                                     | 1877    | Alfred de Montval      |                    | Propriétaire à Bezouce                                           |
| 1877                                     | 1883    | Achille Sabatier       | Légitimiste        | Négociant, maire de Manduel                                      |
| 1883                                     | 1889    | Antonin Hugues         |                    | Avoué à la Cour de Nîmes                                         |
| 1889                                     | 1895    | Charles Pons de Bernis | Droite             | Agriculteur à Manduel                                            |
| 1895                                     | 1898    | Étienne Froment        | Républicain        | Ancien maire de Manduel (1885-1888)                              |
| 1898                                     | 1904    | Jules Guiot            | Républicain        | Courtier et négociant en grains à Marguerittes                   |
| 1904                                     | 1919    | Henri Sabatier         | Réactionnaire      | Propriétaire à Nîmes                                             |
| 1919                                     | 1931    | Nicolas Dayon          | Radical            | Agriculteur à Lédenon, Secrétaire du comité départemental du blé |
| 1931                                     | 1940    | Joseph Bertaudon       | Radical-socialiste | Propriétaire à Manduel                                           |
| Les données manquantes sont à compléter. |         |                        |                    |                                                                  |

### Conseillers généraux
| Période      | Période      | Identité                                                | Étiquette          | Qualité |
| ------------ | ------------ | ------------------------------------------------------- | ------------------ | --- |
| 1833         | 1848         | Jean-Baptiste Ferrand de Missol (1782-1865)             |                    | Conseiller à la Cour royale de Nîmes |
| 1848         | 1852         | Baron Rodolphe-Ernest de Fontarèches                    | Monarchiste        | Ancien gendarme de la Garde du Roi Propriétaire, maire de Bezouce |
| 1852         | 1865 (décès) | Jean-Baptiste Ferrand de Missol                         |                    | Conseiller honoraire à la Cour Impériale de Nîmes |
| 1865         | 1871         | Louis Marie Augustin Jules Thoreau La Salle (1814-1891) |                    | Ingénieur civil Inspecteur principal de la Compagnie des chemins de fer, Nîmes                                                                                        |
| 1871         | 1883         | Baron Rodolphe-Ernest de Fontarèches                    | Monarchiste        | Ancien gendarme de la Garde du Roi Président du Conseil général (1878-1879) Propriétaire à Bezouce                                                                    |
| 1883         | 1895         | Alfred Magne (1852-1929)                                | Droite légitimiste | Propriétaire Maire de Marguerittes (1882-1925) |
| 1895         | 1907         | Jacques Audibert (1849-?)                               | Républicain        | Propriétaire, géomètre Maire de Manduel (1892-1904) |
| 1907         | 1919         | Eugène Magne                                            | Monarchiste        | Journaliste à Nîmes |
| 1919         | 1925         | Henri Gévaudan                                          | SFIO               | Directeur des octrois de Nîmes, secrétaire de la Bourse du Travail puis secrétaire adjoint de la CGTU du Gard                                                         |
| 1925         | 1940         | Ulysse Mailhan (1874-?)                                 | Conservateur       | Propriétaire-agriculteur Maire de Lédenon (1904-?) Nommé membre de la Commission administrative départementale en 1941 Nommé conseiller départemental en 1942         |
|              |              |                                                         |                    | |
| 1945         | 1963 (décès) | Georges Taillefer (1892-1963)                           | Rad.               | Propriétaire-exploitant vigneron Maire de Saint-Gervasy |
| 30 juin 1963 | 1982         | Numa Gleizes (1907-1989)                                | Rad. puis MRG      | Maire de Redessan (1971-1983) |
| 1982         | 2001         | Michel Quiot                                            | PS puis DVG        | Commerçant Maire de Poulx (1971-2001) |
| 2001         | 2015         | William Portal                                          | DVD                | Retraité de l'éducation nationale Maire de Marguerittes 1989/2020 Vice-président de Nîmes Métropole jusqu'en 2020 Président du Pays Garrigues-Costières jusqu'en 2020 |

Depuis 2012, le canton fait partie de la sixième circonscription du Gard.

### Conseillers départementaux
| Période élective | Période élective | Mandat | Mandat   | Identité          | Nuance | Nuance | Qualité |
| ---------------- | ---------------- | ------ | -------- | ----------------- | ------ | ------ | --- |
| 2015             | 2021             | 2015   | 2021     | Joëlle Murré      |        | UDI    | Salariée du secteur privé retraitée, Garons Ancienne conseillère générale du Canton de La Vistrenque                      |
| 2015             | 2021             | 2015   | 2021     | William Portal    |        | UDI    | Retraité de l'enseignement Maire de Marguerittes (1989-2020)                                                              |
| 2021             | 2028             | 2021   | 2025     | Valérie Guardiola |        | DVG    | Adjointe au maire de Rodilhan décédée en fonction                                                                         |
| 2021             | 2028             | 2021   | en cours | Rémi Nicolas      |        | DVG    | Maire de Marguerittes depuis 2020, Vice-Président du conseil départemental chargé de l'insertion et de l'accès à l'emploi |
| 2021             | 2028             | 2025   | en cours | Laila Achkar      |        | DVG    | Conseillère municipale de Marguerittes                                                                                    |

Depuis 2025 : Laïla Achkar

### Résultats détaillés

#### Élections de mars 2015
À l'issue du 1er tour des élections départementales de 2015, deux binômes sont en ballottage : Yoann Gillet et Viviane Tisseur (FN, 42,48 %) et Joëlle Murré et William Portal (DVD, 30,68 %). Le taux de participation est de 50,63 % (15 039 votants sur 29 702 inscrits) contre 53,96 % au niveau départementalet 50,17 % au niveau national.
Au second tour, Joëlle Murré et William Portal (DVD) sont élus avec 51,26 % des suffrages exprimés et un taux de participation de 53,67 % (15 940 voix pour 13 762 votants et 29 702 inscrits).

#### Élections de juin 2021
Le premier tour des élections départementales de 2021 est marqué par un très faible taux de participation (33,26 % au niveau national). Dans le canton de Marguerittes, ce taux de participation est de 31,35 % (9 486 votants sur 30 259 inscrits) contre 33,46 % au niveau départemental. À l'issue de ce premier tour, deux binômes sont en ballottage : Viviane Tisseur et Stephane Vidal (RN, 35,85 %) et Valérie Guardiola et Rémi Nicolas (DVG, 24,05 %).
Le second tour des élections est marqué une nouvelle fois par une abstention massive équivalente au premier tour. Les taux de participation sont de 34,36 % au niveau national, 34,93 % dans le département et 33,04 % dans le canton de Marguerittes. Valérie Guardiola et Rémi Nicolas (DVG) sont élus avec 54,9 % des suffrages exprimés (5 228 voix pour 9 999 votants et 30 265 inscrits),,. 

## Composition

### Composition avant 2015

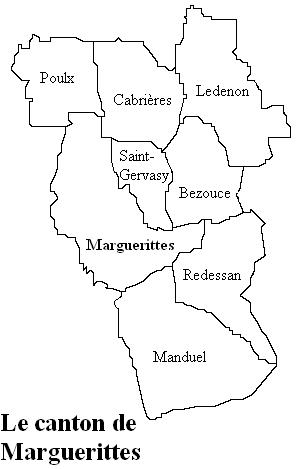
Carte du canton avant 2015.

Le canton regroupait huit communes.
| Nom                      | Code Insee | Codepostal | Superficie (km2) | Population (dernière pop. légale) | Densité (hab./km2) |
| ------------------------ | ---------- | ---------- | ---------------- | --------------------------------- | ------------------ |
| Marguerittes (chef-lieu) | 30156      | 30320      | 25,29            | 8 538 (2012)                      | 338                |
| Bezouce                  | 30039      | 30320      | 12,29            | 2 164 (2012)                      | 176                |
| Cabrières                | 30057      | 30210      | 14,76            | 1 542 (2012)                      | 104                |
| Lédenon                  | 30145      | 30210      | 19,44            | 1 400 (2012)                      | 72                 |
| Manduel                  | 30155      | 30129      | 26,46            | 6 128 (2012)                      | 232                |
| Poulx                    | 30206      | 30320      | 11,90            | 4 001 (2012)                      | 336                |
| Redessan                 | 30211      | 30129      | 15,57            | 4 044 (2012)                      | 260                |
| Saint-Gervasy            | 30257      | 30320      | 6,93             | 1 738 (2012)                      | 251                |

### Composition à partir de 2015
Le nouveau canton de Marguerittes comprend sept communes entières.
| Nom                                  | Code Insee | Intercommunalité   | Superficie (km2) | Population (dernière pop. légale) | Densité (hab./km2) | Modifier                                    |
| ------------------------------------ | ---------- | ------------------ | ---------------- | --------------------------------- | ------------------ | ------------------------------------------- |
| Marguerittes (bureau centralisateur) | 30156      | CA Nîmes Métropole | 25,29            | 8 370 (2022)                      | 331                | modifier les données · modifier les données |
| Bouillargues                         | 30047      | CA Nîmes Métropole | 15,77            | 6 119 (2022)                      | 388                | modifier les données · modifier les données |
| Caissargues                          | 30060      | CA Nîmes Métropole | 8,02             | 4 077 (2022)                      | 508                | modifier les données · modifier les données |
| Garons                               | 30125      | CA Nîmes Métropole | 12,28            | 5 244 (2022)                      | 427                | modifier les données · modifier les données |
| Manduel                              | 30155      | CA Nîmes Métropole | 26,46            | 7 087 (2022)                      | 268                | modifier les données · modifier les données |
| Poulx                                | 30206      | CA Nîmes Métropole | 11,90            | 4 265 (2022)                      | 358                | modifier les données · modifier les données |
| Rodilhan                             | 30356      | CA Nîmes Métropole | 4,69             | 2 810 (2022)                      | 599                | modifier les données · modifier les données |
| Canton de Marguerittes               | 3009       |                    | 104,41           | 37 972 (2022)                     | 364                | modifier les données                        |

## Démographie

### Démographie avant 2015
| 1962  | 1968  | 1975  | 1982   | 1990   | 1999   | 2006   | 2011   | 2012   |
| ----- | ----- | ----- | ------ | ------ | ------ | ------ | ------ | ------ |
| 6 610 | 7 515 | 9 639 | 14 931 | 21 670 | 25 623 | 27 985 | 29 257 | 29 555 |

### Démographie depuis 2015
En 2022, le canton comptait 37 972 habitants, en évolution de +2,03 % par rapport à 2016 (Gard : +2,97 %, France hors Mayotte : +2,11 %).
| 2013   | 2018   | 2022   |
| ------ | ------ | ------ |
| 36 697 | 37 748 | 37 972 |

## Patrimoine

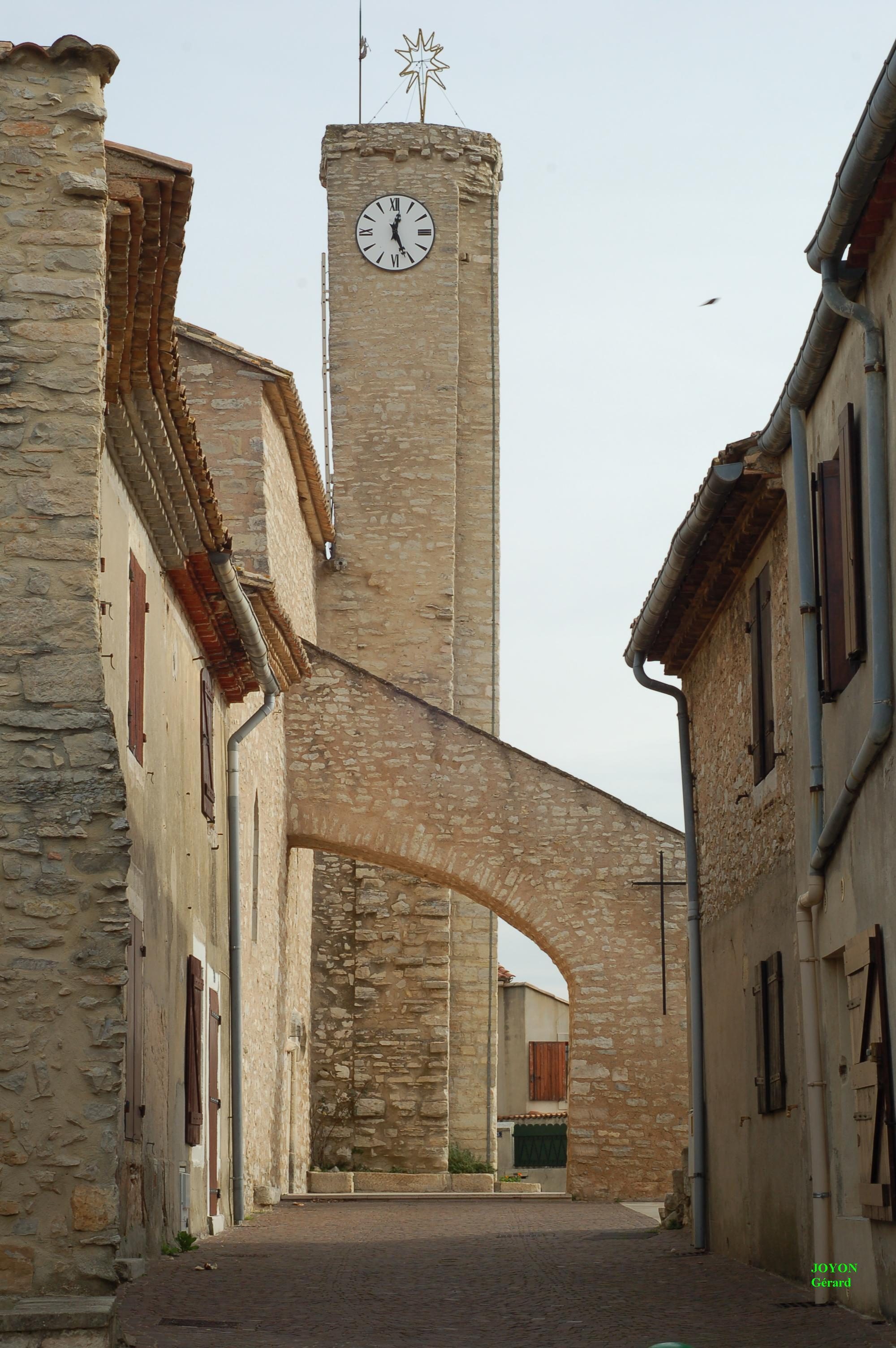
L’église de Poulx